# Domo-kun
Domo-kun (どーもくん, Dōmo-kun) é o mascote oficial da rede de rádiofusão japonesa NHK, aparecendo em vinhetas de 30 segundos com a animação stop-motion, que são exibidos entre os programas da grade. 

## Personagens
Domo-kun, uma criatura estranha, parecida com monstro, nascida de um ovo, é pequeno, peludo e marrom, e tem uma boca grande que se abre e mostra dentes afiados.

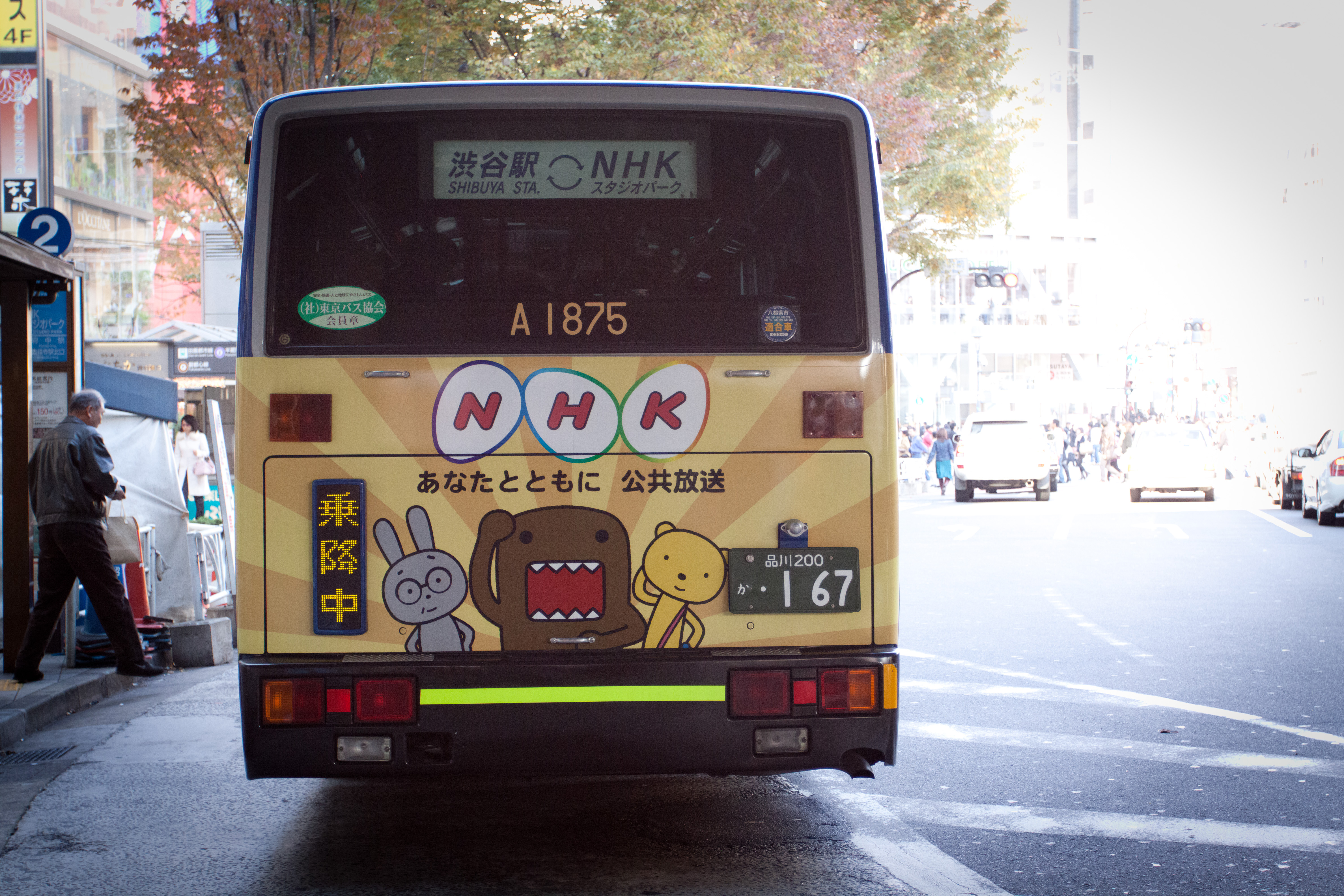
Domo-kun em um anúncio da NHK exibido em um ônibus

Ele mora em uma caverna subterrânea com Usajii, um velho coelho sábio, que adora assistir TV e beber chá. Também na caverna moram dois morcegos, uma mãe e filho, chamados Shinobu e Morio, respectivamente. Shinobu tem problemas com alcoolismo. 
Outra personagem principal nos curtas-metragens é uma garota chamada Ta-chan. Possui 17 anos, quer ser uma modelo em Tóquio, e está sempre utilizando tecnologia (TV, celulares, câmeras, etc). As televisões tem um papel grande em todas as animações.
Domo-kun não consegue fechar a boca e é fã da banda Guitar Wolf. Ele sonha em voar. Os Domo-kun são atribuídos como mafagafos da enciclopédia humorística Desciclopédia.

## Cultura popular
- No jogo Half-Life 2, durante a entrada para o "Black Mesa East", há um passeio de elevador com a Dra. Mossman, onde várias cenas são mostradas. O elevador mostra três histórias. O lugar é um grande corredor com geradores. Se o código noclip for usado para entrar na área de descanso, dá para perceber que os colchões nas camas são marrons e têm Domo-kun desenhados, coincidentemente, no Garry's Mod 9, há colchões ao estilo do Domo-Kun.
- No álbum dos Melvins, A Live History of Gluttony and Lust, uma das páginas do livreto tem a cara de Domo-kun.
- No jogo G.S.M, jogo RPG lançado em 1992 para PC, há bichinhos de estimação idênticos a Domo-kun.
- Na Desciclopédia, aparece sendo um monstro destruidor imortal que devora tudo e respira escuridão, e por isso teme a cor amarela e odeia Pringles. Intitulado pelo Mafagafo. Os mafagafos podem se transformar em qualquer objeto se disfarçando para devorar sua presa.